# Ophiomyia similata
Ophiomyia similata är en tvåvingeart som först beskrevs av Malloch 1918.  Ophiomyia similata ingår i släktet Ophiomyia och familjen minerarflugor. Inga underarter finns listade i Catalogue of Life.